# Аннвайлер-ам-Тріфельс
Аннвайлер-ам-Тріфельс (нім. Annweiler am Trifels) — місто в Німеччині, розташоване в землі Рейнланд-Пфальц. Входить до складу району Південний Вайнштрассе. Центр об'єднання громад Аннвайлер-ам-Тріфельс.
Площа — 39,87 км2. Населення становить 7085 ос. (станом на 31 грудня 2020).

## Галерея

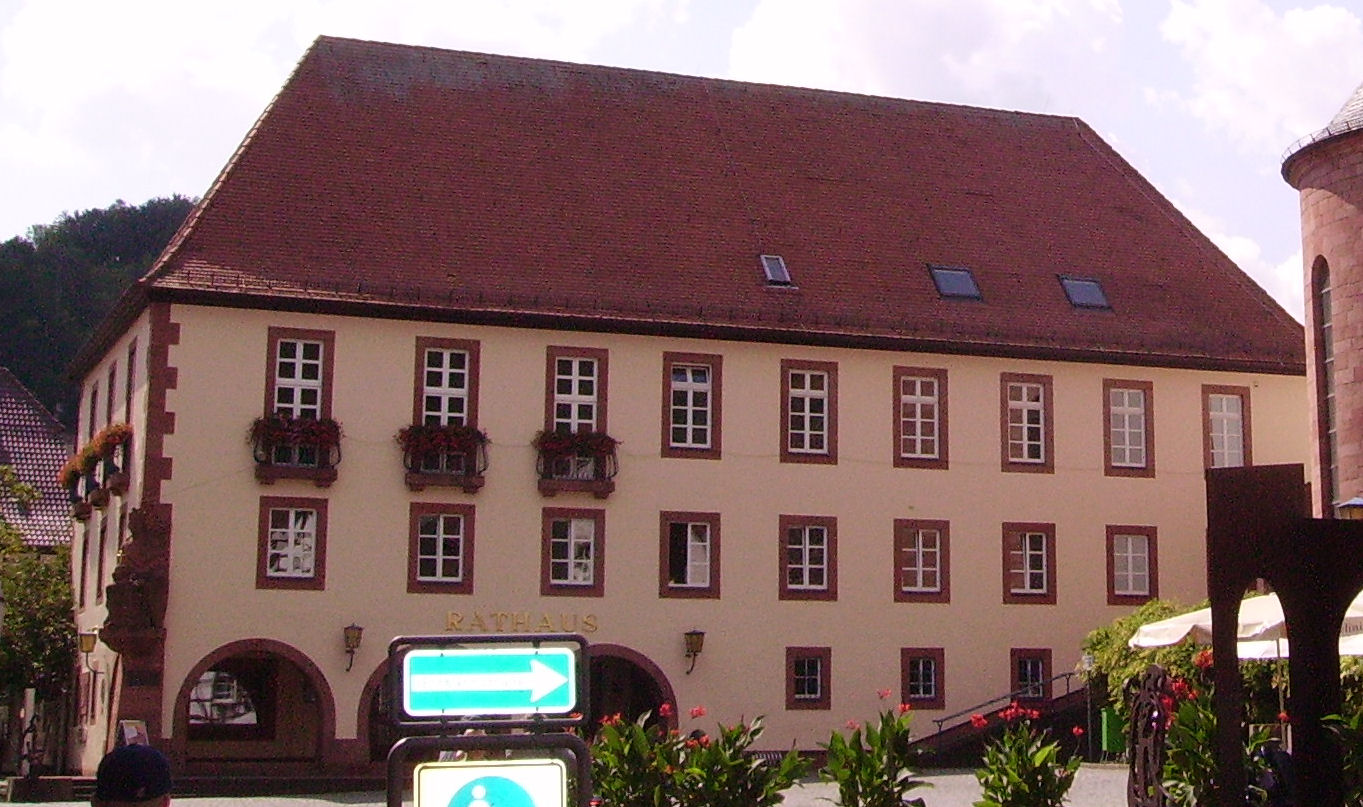
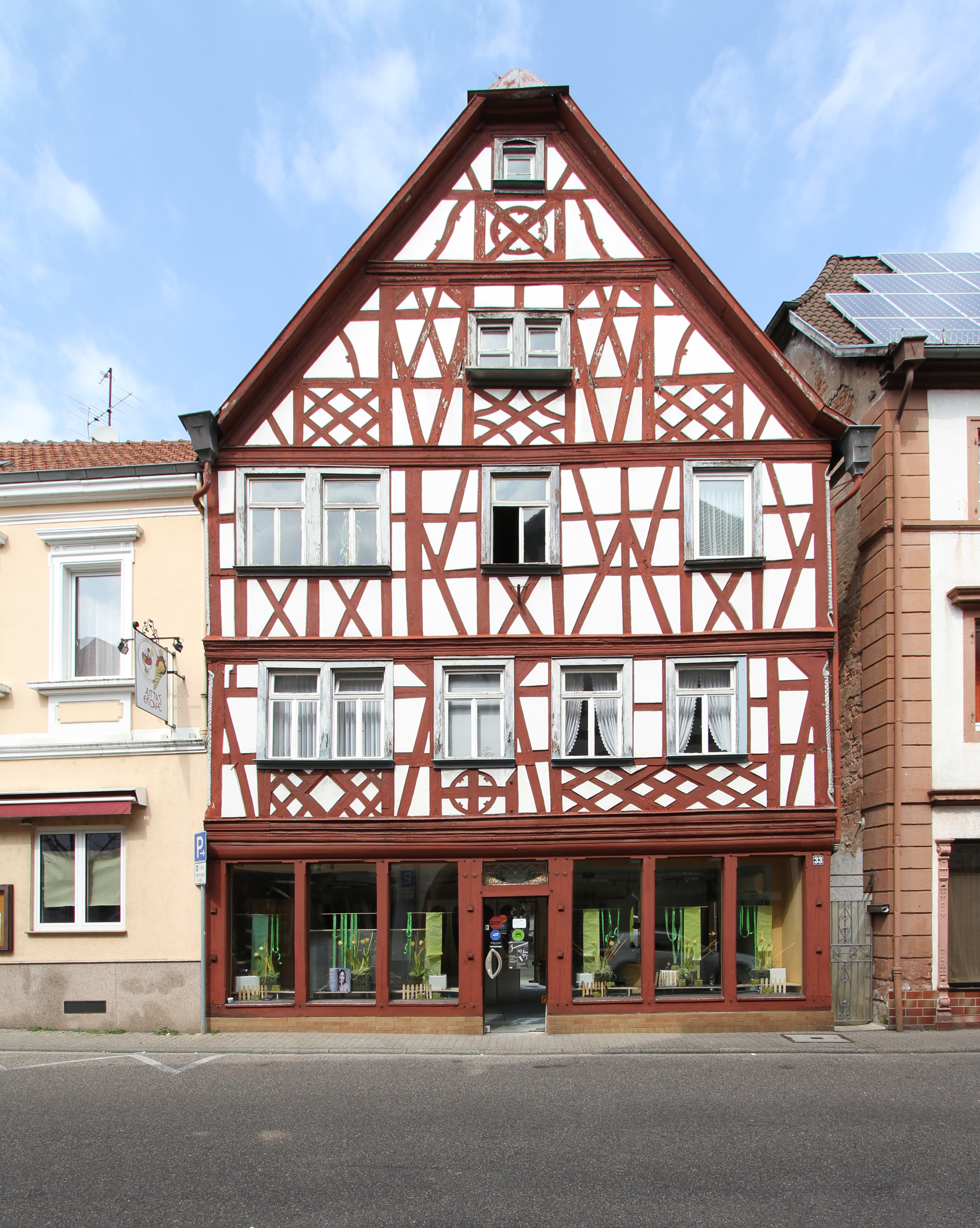
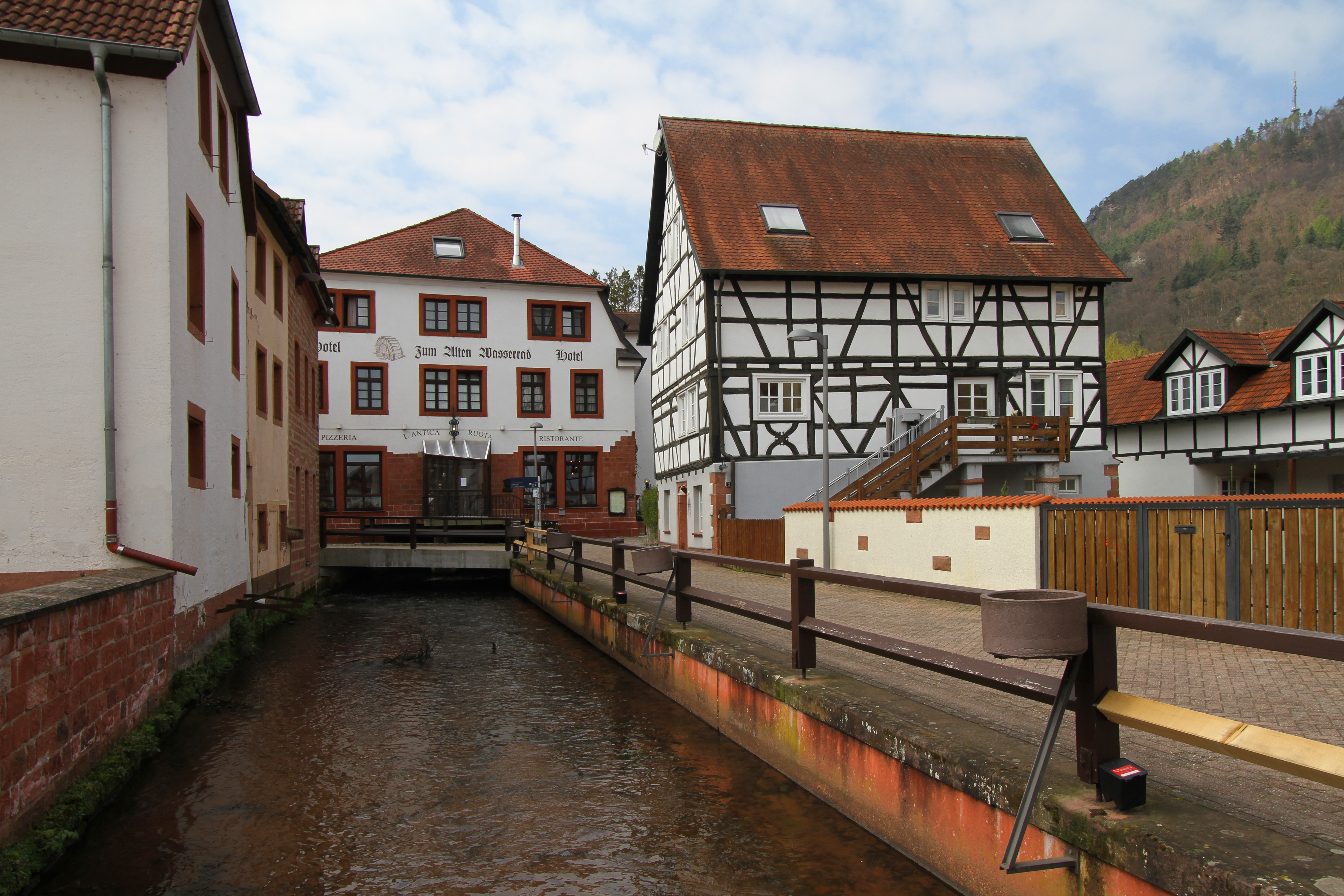
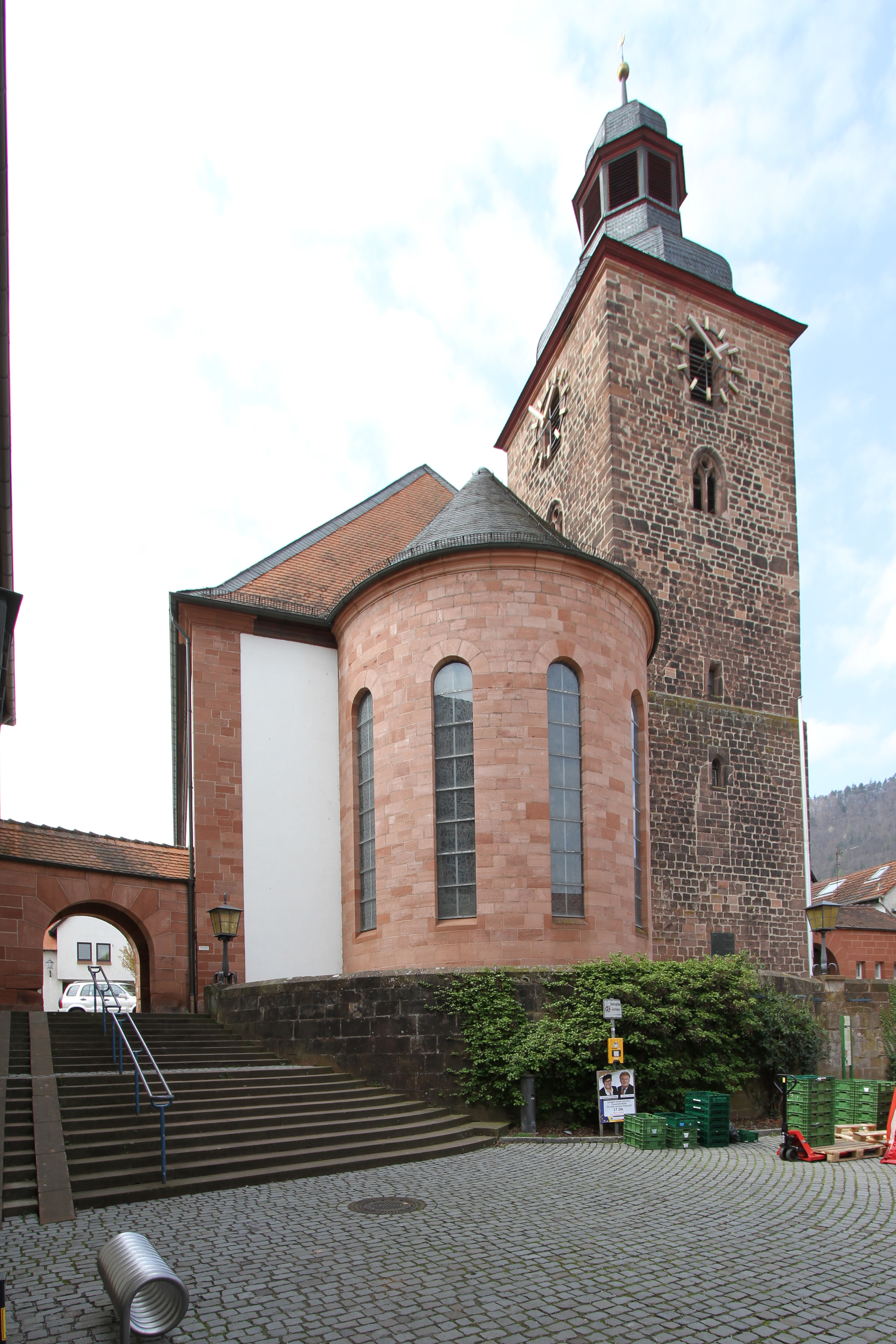
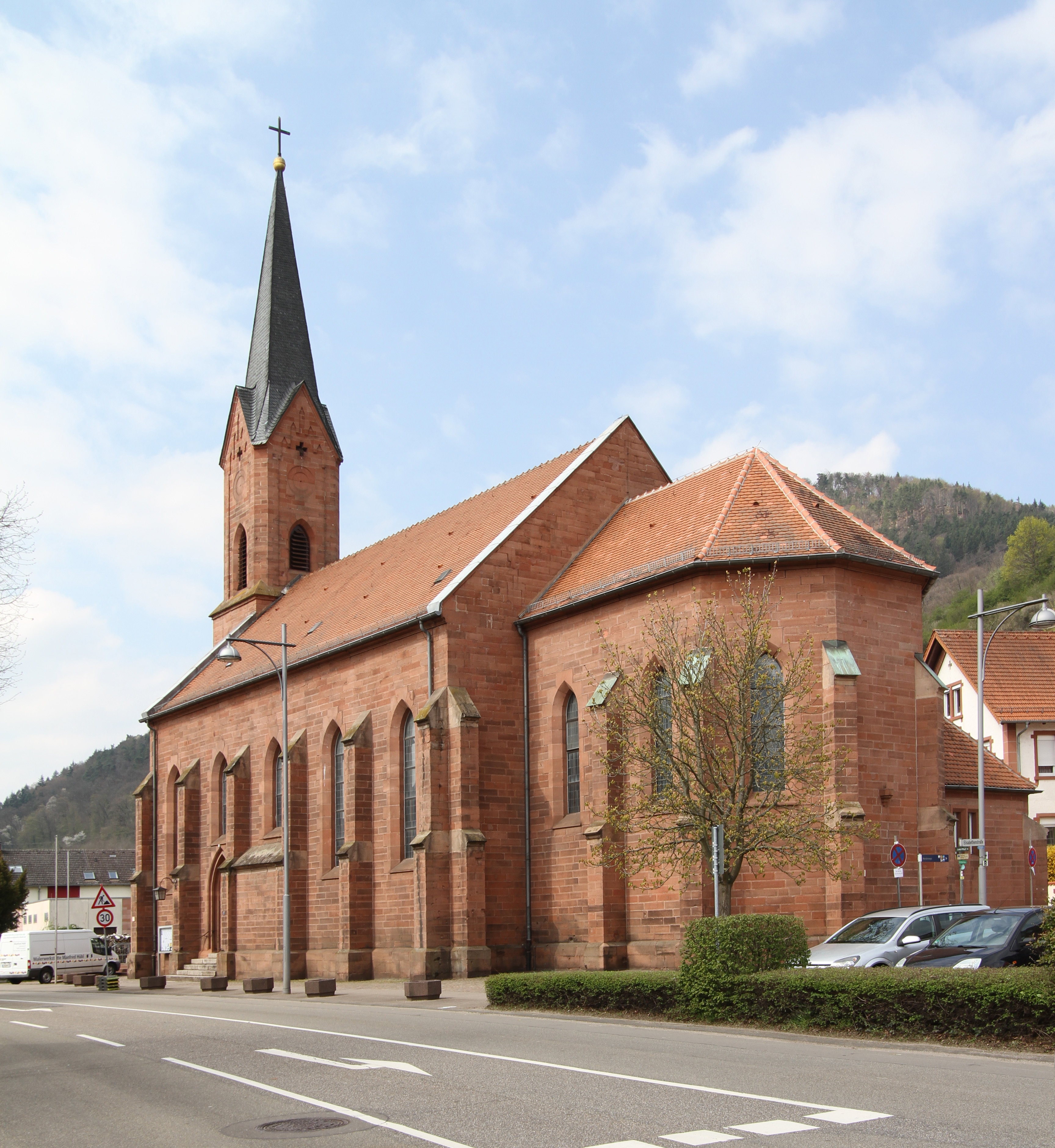
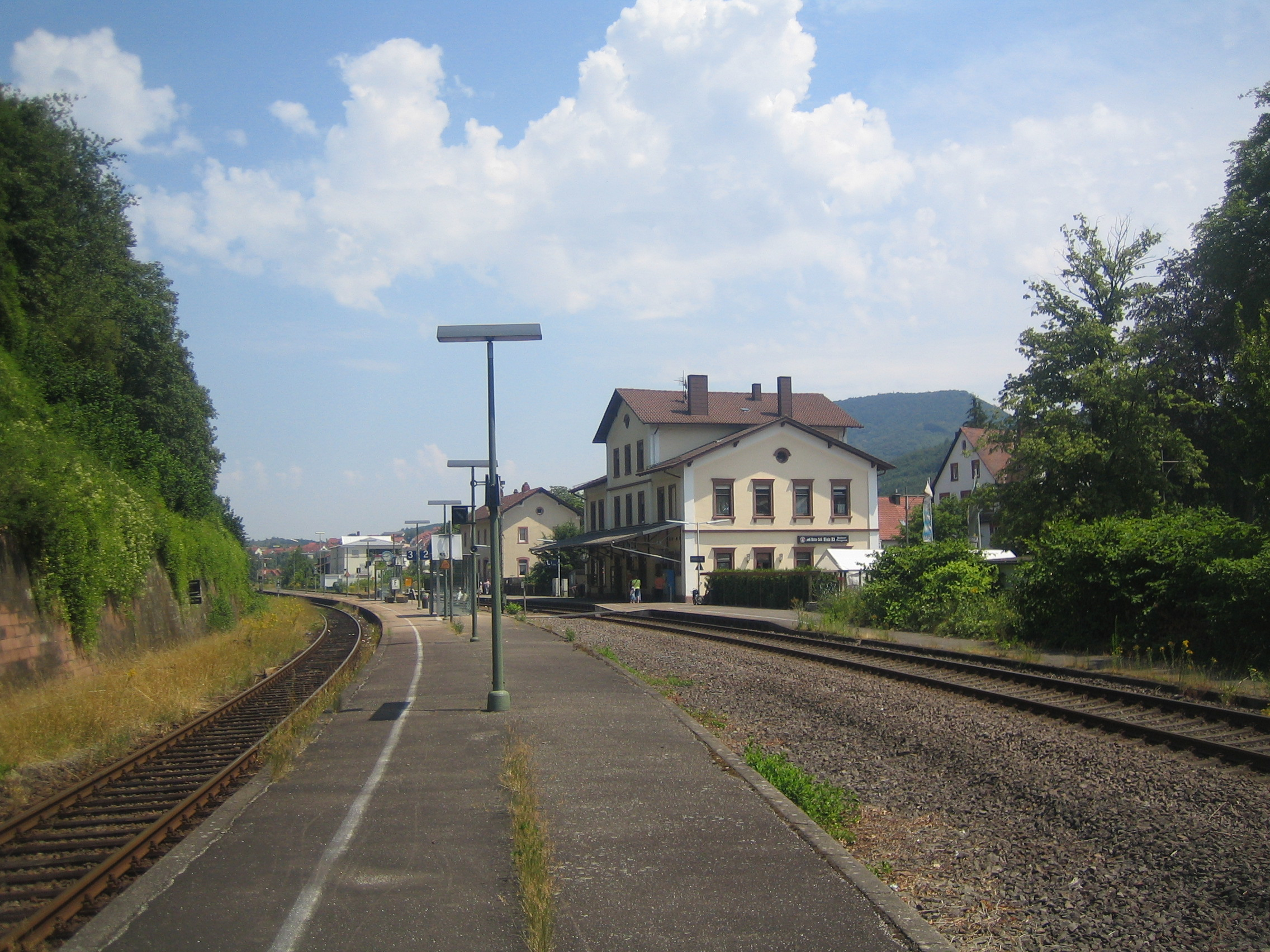
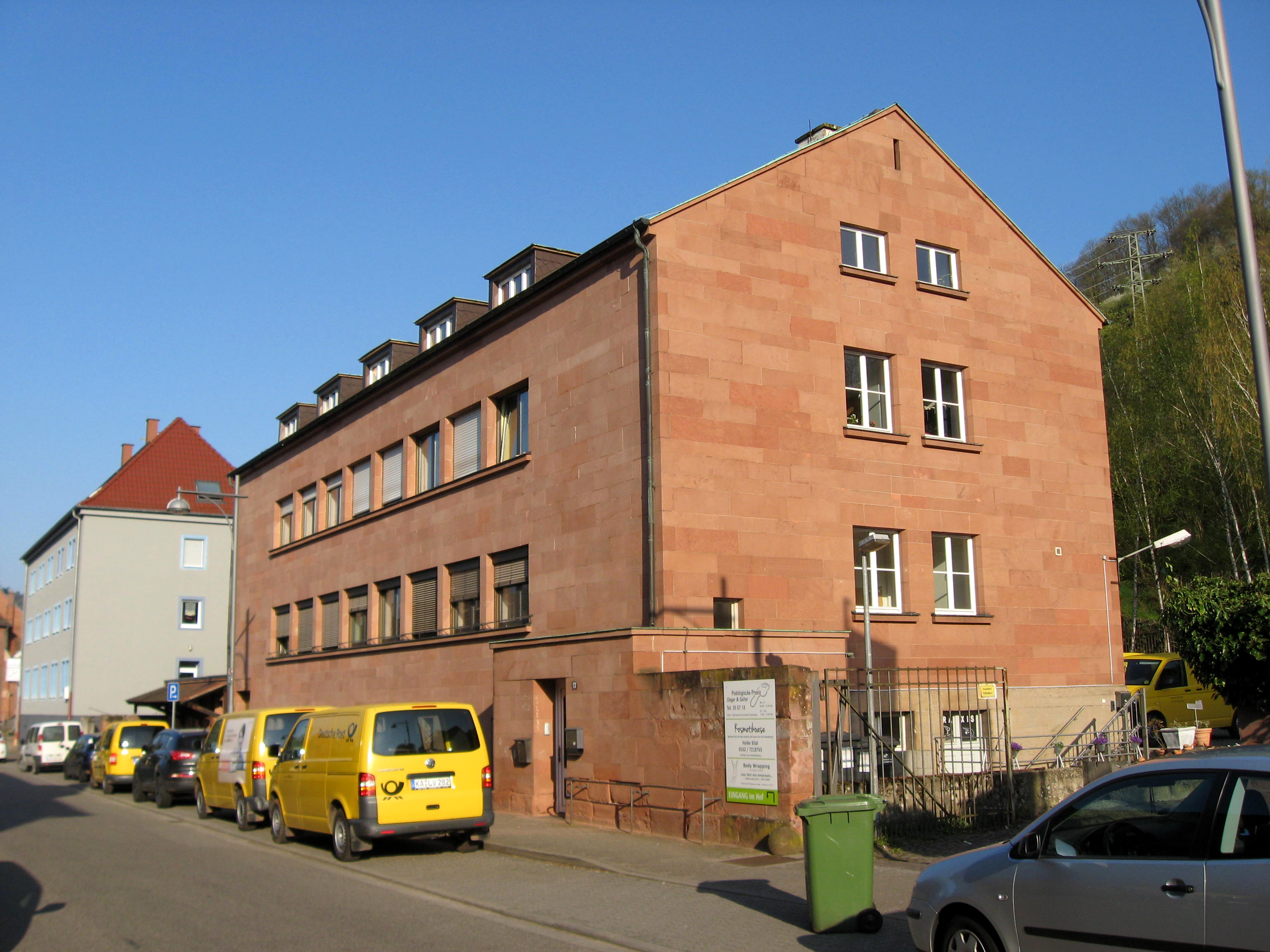

## Уродженці
- Фрідріх Ауленбах (1810—1882) — відомий поет з баварського Пфальца 19-го століття.